# Anthessius leptostylis
Anthessius leptostylis är en kräftdjursart som först beskrevs av Georg Ossian Sars 1918.  Anthessius leptostylis ingår i släktet Anthessius och familjen Anthessiidae. Arten kan vara nationellt utdöd i Sverige. Inga underarter finns listade i Catalogue of Life.